# Dolly Leigh
Dolly Leigh (Madison, Wisconsin; 13 de agosto de 1991) es una actriz pornográfica y modelo erótica estadounidense.

## Biografía
Dolly Leigh, nombre artístico, nació en la ciudad de Madison, en el condado de Dane en Wisconsin. No se tiene mucha información sobre su biografía anterior al año 2014, cuando debutó como actriz pornográfica a los 23 años. Posteriormente, ya en la industria, comenzó a ser modelo erótica para diversas empresas de temática fetichista. Grabó su primera escena para el portal web Electrosluts. Su primera escena con otra persona fue de temática lésbica para Kink.com con la actriz Aiden Starr.
Como actriz ha trabajado para productoras como Girlfriends Films, Digital Playground, 21Sextury, Nubiles, Severe Sex, Devil's Film, Mofos, New Sensations, Kink.com, Brazzers, Reality Kings, Innocent High o Lethal Hardcore, entre otras.
En 2016 obtuvo su primera nominación en los Premios AVN en la categoría de Mejor escena de sexo lésbico en grupo por su trabajo en Ms. Grey, junto a Lily Cade y Kasey Warner. Al año siguiente obtuvo sendas nominaciones en los AVN y en los XBIZ a la Mejor escena de sexo en realidad virtual por la película Sorority Sex Party Experience.
Ha aparecido en más de 250 películas como actriz.
Algunas películas de su filmografía son Bad Babysitter, Dare Dorm 30, Fill Me With Your Orgasm 6, Girl Kush 2, Lesbian Seductions 61, My Stepdaughter Squirts, Pour It On Thick, ShopLyfter 2, Teenage Ass Eaters 3 o Young and Hairy.

## Premios y nominaciones
| Año  | Ceremonia                   | Resultado | Premio                                   | Trabajo                                                |
| ---- | --------------------------- | --------- | ---------------------------------------- | ------------------------------------------------------ |
| 2016 | Premios AVN                 | Nominada  | Mejor escena de sexo lésbico en grupo    | Ms. Grey                                               |
| 2017 | Premios AVN                 | Nominada  | Mejor escena de sexo en realidad virtual | Sorority Sex Party Experience                          |
| 2017 | Premios XBIZ                | Nominada  | Mejor escena de sexo en realidad virtual | Sorority Sex Party Experience                          |
| 2018 | Spank Bank Awards           | Nominada  | Doctoral Degree in Dildology             | —                                                      |
| 2018 | Spank Bank Awards           | Nominada  | Gloryhole Guru of the Year               | —                                                      |
| 2018 | Spank Bank Awards           | Nominada  | The Girl Next Door... Only Better        | —                                                      |
| 2018 | Spank Bank Technical Awards | Ganadora  | Cutest Comic Book Nerd                   | —                                                      |
| 2019 | Spank Bank Awards           | Nominada  | Cock Worshipper of the Year              | —                                                      |
| 2019 | Spank Bank Awards           | Nominada  | Fucking Nerd of the Year                 | —                                                      |
| 2019 | Spank Bank Awards           | Nominada  | The Girl Next Door... Only Better        | —                                                      |
| 2019 | Spank Bank Awards           | Nominada  | Tweeting Twat of the Year                | —                                                      |
| 2019 | Spank Bank Technical Awards | Ganadora  | Cutest / Most Adorable Voice             | —                                                      |
| 2019 | Spank Bank Technical Awards | Ganadora  | Gamer Girl of the Year                   | —                                                      |
| 2020 | Premios XBIZ                | Nominada  | Mejor escena de sexo en realidad virtual | Secret NYE VR Porn Party With You and Seven Porn Stars |